# Gabriel Valdivieso
General Gabriel Valdivieso fue un militar mexicano con idealismo villista que participó en la Revolución mexicana. Nació en Chihuahua. En 1910 se incorporó al movimiento maderista al lado de Francisco Villa. Por sus méritos en campaña formó parte de la escolta de sus "Dorados", donde comandó un escuadrón de dicha corporación; también estuvo en el Estsado Mayor de la División del Norte. Alcanzó el grado de general brigadier. En julio de 1916 se amnistió junto con el general Manuel Medinaveytia. Cuando viajaba en un tren rumbo a Torreón, junto con otros villistas amnistiados, fueron detenidos y secuestrados por tropas villistas; curiosamente volvió a incorporarse al movimiento, hasta 1920, en que murió durante la expedición a Ciudad Lerdo, Durango, donde fue comisionado para recoger fondos de los hacendados algodoneros, pero fue sorprendido por fuerzas enemigas. 